# زیارتگاه شاه قطب‌الدین حیدر

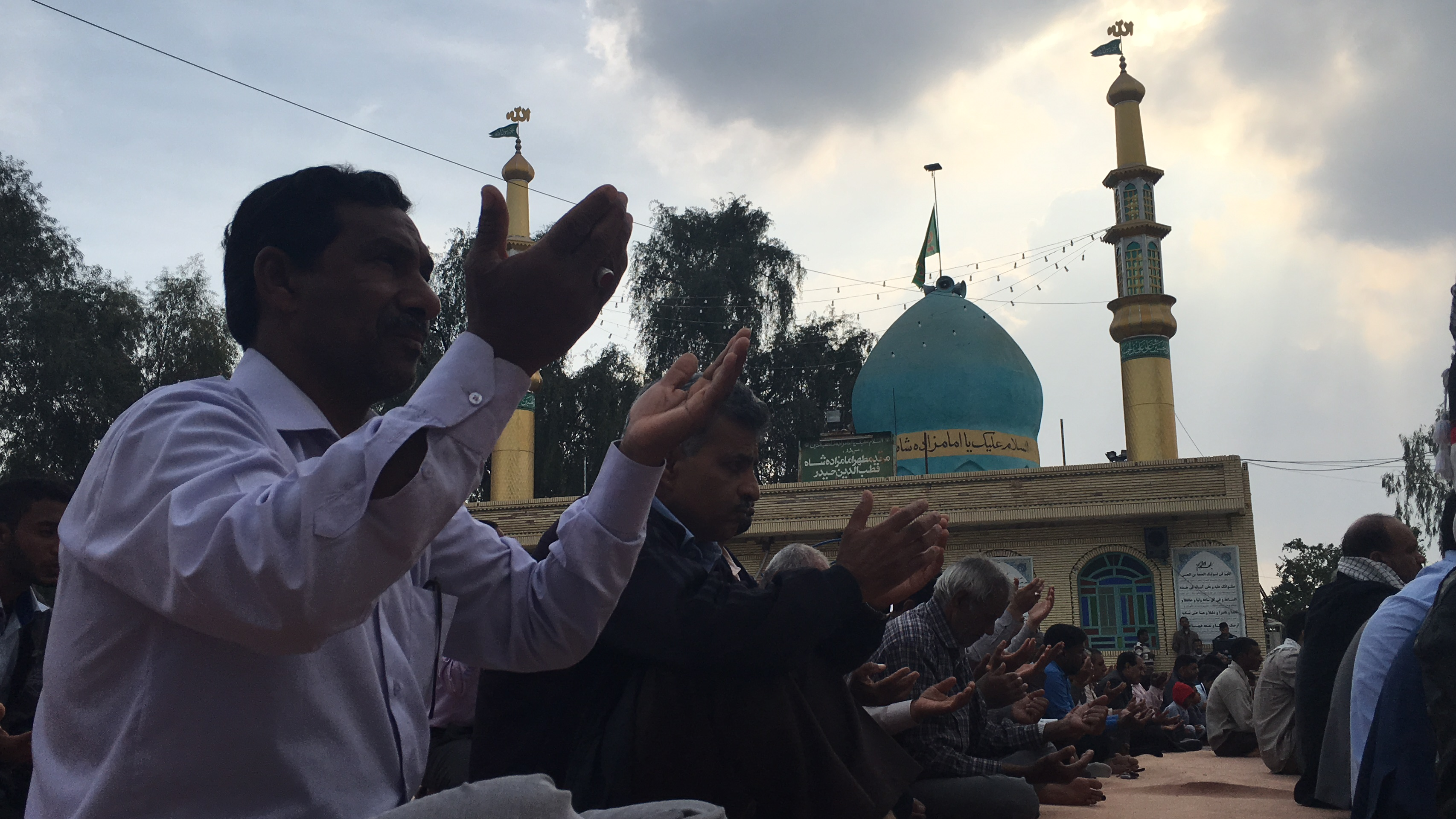
روز دعای باران - امامزاده شاه قطب الدین حیدر رودان

امامزاده شاه قطب الدین حیدر واقع در بخش مرکزی شهرستان رودان در استان هرمزگان و یکی از نقاط دیدنی استان هرمزگان در جنوب ایران می‌باشد.
زیارتگاه امامزاده شاه قطب الدین حیدر معروف به زیارتِ شاه یکی از مهم‌ترین زیارتگاه‌های شهرستان رودان (دِهبارز) است که همه ساله به‌ویژه در ایام محرم میزبان هیئت‌ها و دسته‌های عزاداری سطح شهر و توابع شهرستان است.
نسب این امامزاده براساس شجره نامه مستند به اما‌م حسن مجتبی می‌رسد.

## نگارخانه

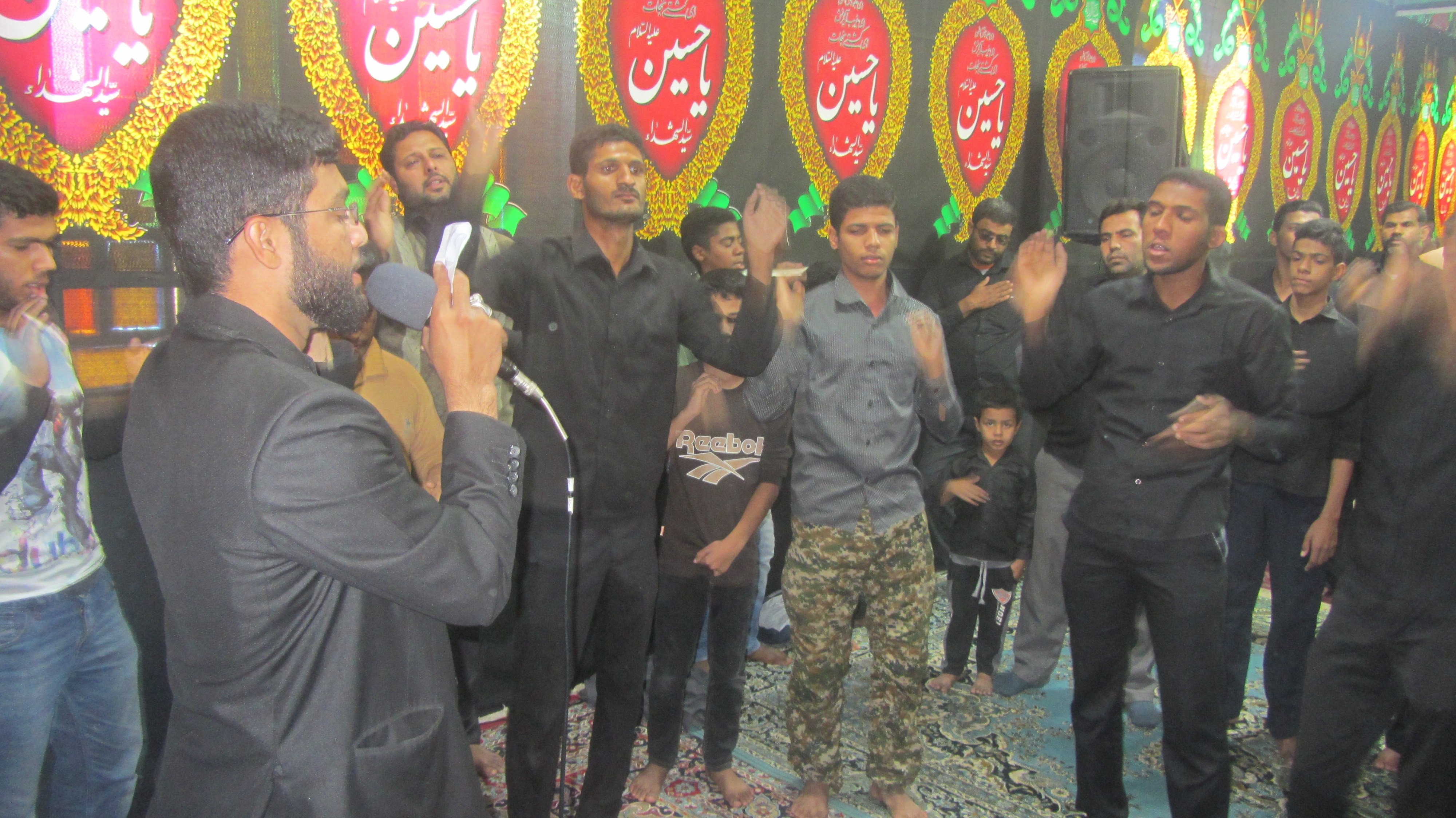
مراسم عزاداری اربعین حسینی در امامزاده شاه قطب الدین حیدر رودان
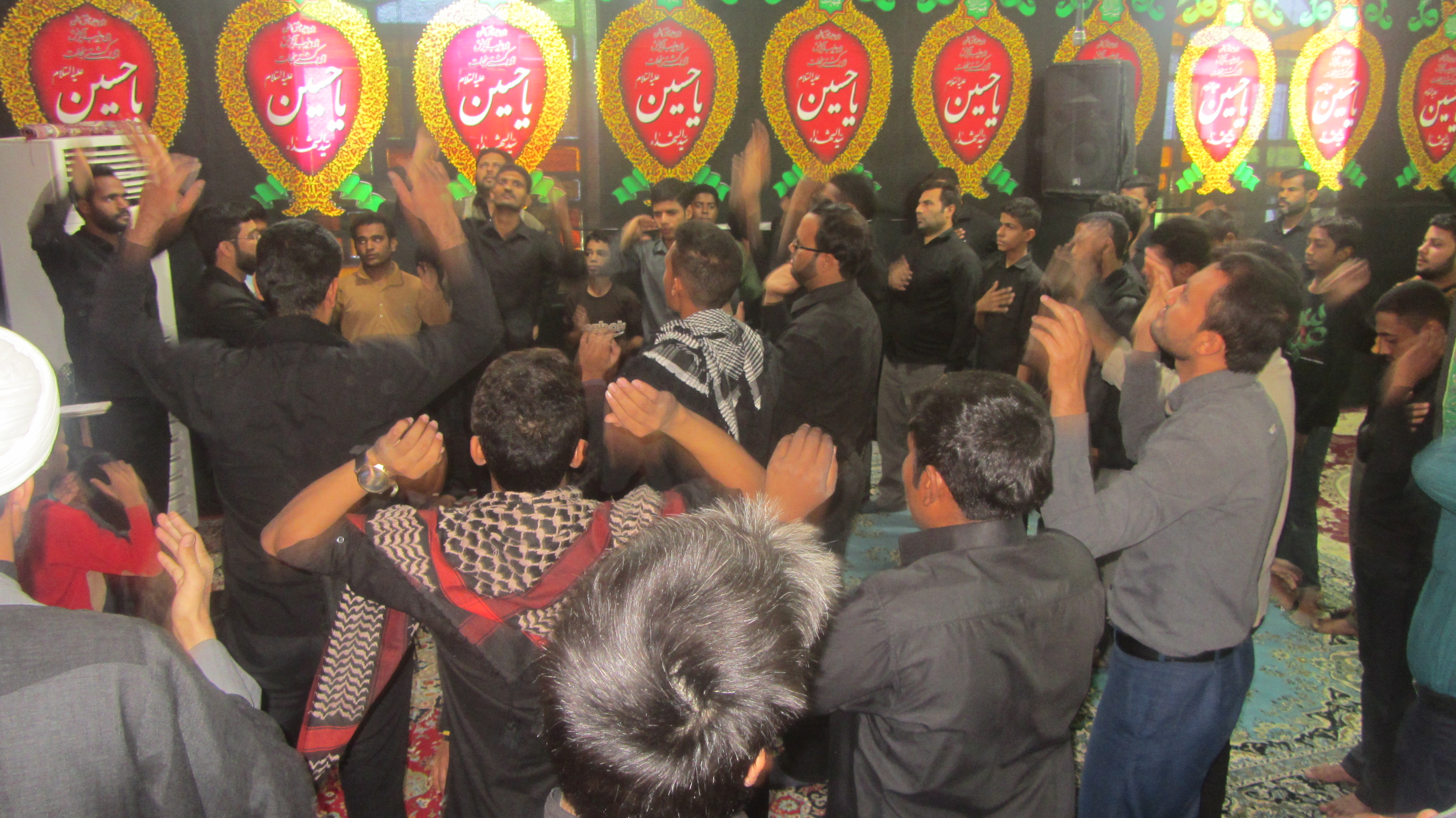
مراسم عزاداری اربعین حسینی در امامزاده شاه قطب الدین حیدر رودان
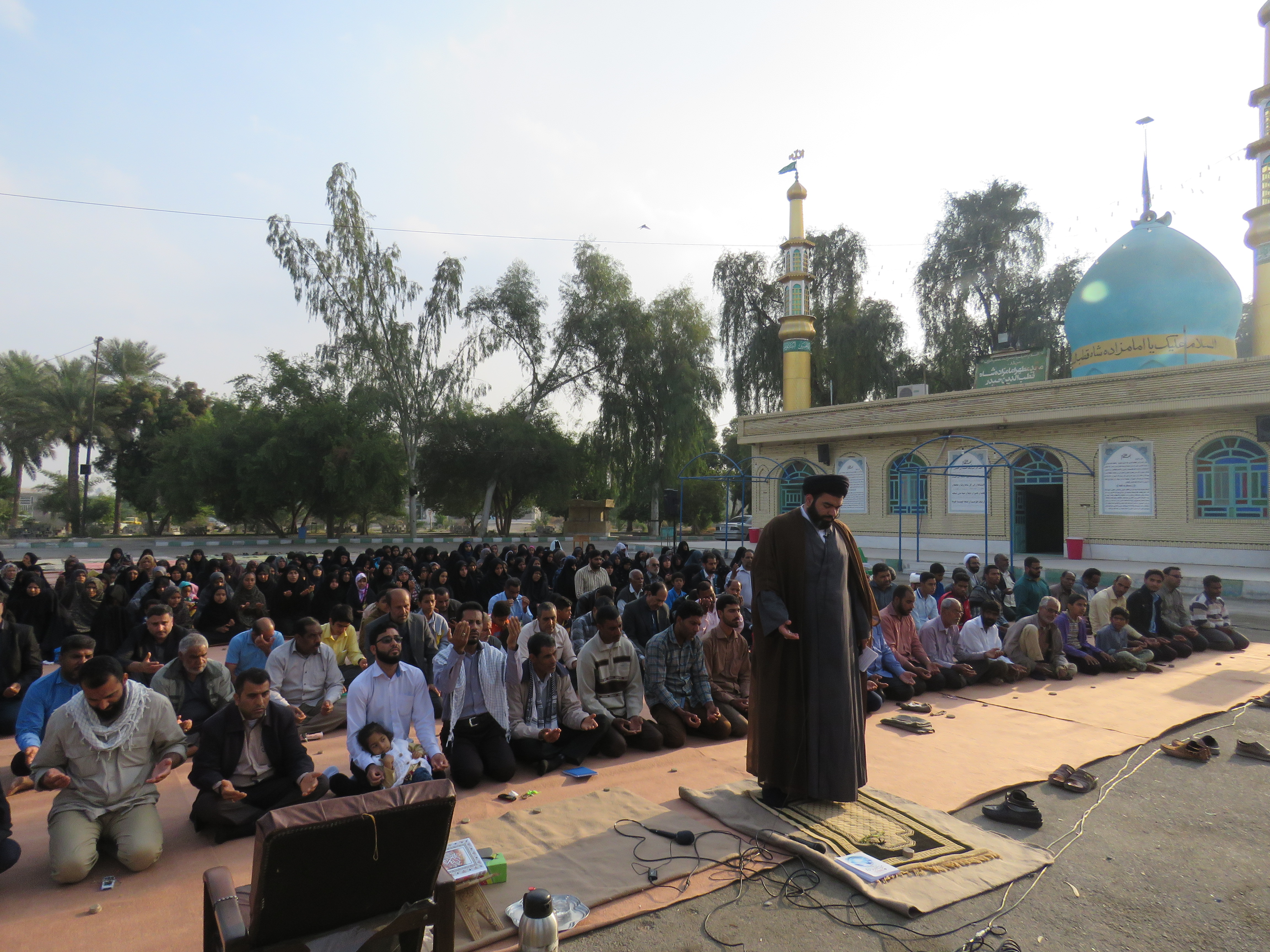
دعای روز عرفه - امامزاده شاه قطب الدین حیدر رودان